# Jupânești
Jupânești est une commune roumaine située dans le județ de Gorj.